# کمیته المپیک پاراگوئه
کمیته المپیک پاراگوئه (انگلیسی: Paraguayan Olympic Committee) یک سازمان ورزشی است که نماینده کشور پاراگوئه در کمیته بین‌المللی المپیک می‌باشد.
این سازمان که در سال ۱۹۷۰ تأسیس شده مسئول آماده‌سازی و اعزام ورزشکاران به بازی‌های المپیک، بازی‌های المپیک جوانان و بازی‌های پان امریکن است.